# Гарднер, Сью
Сью Гарднер (англ. Sue Gardner; род. 11 мая 1967, Бриджтаун, Барбадос) — канадская журналистка. С декабря 2007 года по май 2014 года исполнительный директор Фонда Викимедиа в Сан-Франциско. Ранее работала директором веб-сайта CBC.ca компании Canadian Broadcasting Corporation.

## Биография

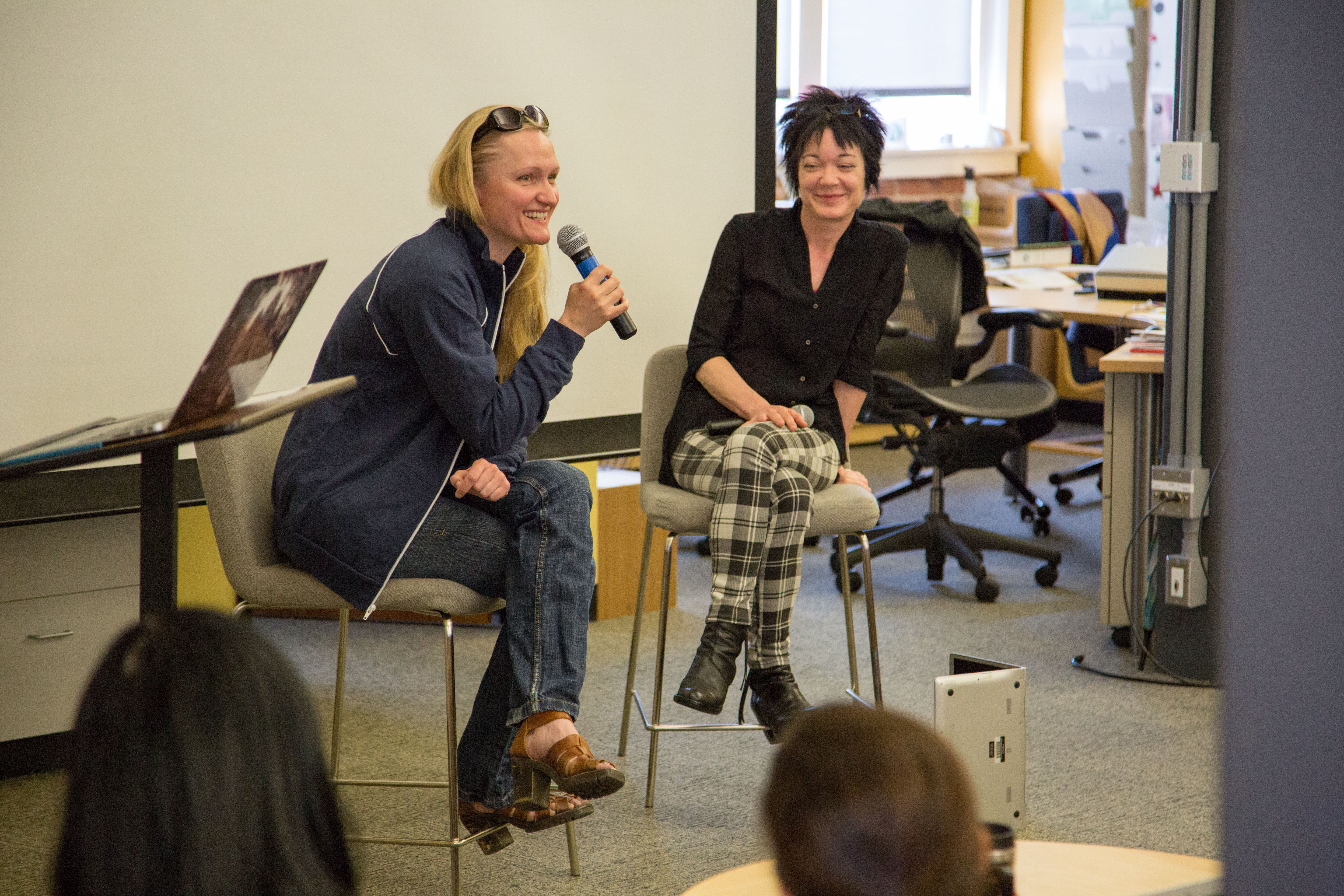
Лайла Третиков (слева) и Сью Гарднер. 1 мая 2014

Дочь англиканского пастора; выросла в Канаде. После окончания Университета Райерсона заинтересовалась журналистикой. Начала свою карьеру ведущей программы As It Happens и разработчиком сценариев на радио CBC Radio One. Специализировалась в основном по тематике поп-культуры и разным социальным вопросам.
В 2006 году сменила Клода Галипо на должности генерального директора CBC.
В мае 2007 года уволилась из CBC и начала партнёрство с Фондом Викимедиа в качестве советника по управленческим операциям. В том же году была принята на работу в качестве руководителя. Спустя два года стала полноправным директором Фонда.
Почётный доктор Университета Райерсона (2013).
В мае 2014 года Сью Гарднер оставила должность директора фонда Викимедиа, в этой должности её заменила Лайла Третиков